# Premusia zibellina
Premusia zibellina là một loài bướm đêm trong họ Noctuidae.